# Haikoucaris
Haikoucaris ist eine ausgestorbene Tiergattung aus dem frühen Kambrium. Fossilien seines bisher einzigen bekannten Vertreters, Haikoucaris ercaiensis, wurden bei Ausgrabungen im Maotianshan-Schiefer in der chinesischen Provinz Yunnan, eine Fossillagerstätte der sogenannten Chengjiang-Faunengemeinschaft, entdeckt und 2004 erstmals wissenschaftlich beschrieben. Der Name Haikoucaris ist auf den Fundort nahe der südchinesische Stadt Haikou zurückzuführen. Haikoucaris gilt als der älteste bekannte Vertreter der Spinnentier-Linie.

## Vorkommen
Haikoucaris ist ein seltener Vertreter der Chengjiang-Faunengemeinschaft des frühen Kambriums. Bisher wurden nur einzelne, zum Teil nicht vollständig erhaltene Fossilien im Maotianshan-Schiefer gefunden.

## Merkmale
Haikoucaris ercaiensis hatte eine Länge von etwa 38 mm. Sein segmentierter Körper war durch ein Außenskelett mit einem Kopfschild und 13 Rückenplatten (Tergiten) geschützt. Die Gliedmaßen am Rumpf von Haikoucaris ähneln den Spaltbein-artig gegliederten Extremitäten von Alalcomenaeus. Sie trugen feste Borsten (Setae) an den paddelförmigen Exopoden, insbesondere an den hinteren Körpersegmenten. Die Augen von Haikoucaris, die sich nur schwer vom Kopfschild hervorhoben, waren kleiner als die von Yohoia. Auffällig ist das Paar sogenannter Great Appendages („große Anhänge“) am Kopf, welche die Länge von etwa einem Viertel der Körperlänge besaßen. Diese Great Appendages trugen Klauen, welche den Cheliceren der Kieferklauenträgern ähneln. Es wird angenommen, dass die Klauen zum Fangen von Beutetieren dienten.

## Systematik
Haikoucaris ercaiensis weist zahlreiche Merkmale heutiger Kieferklauenträger auf. Die Great Appendages von Haikoucaris ercaiensis werden entwicklungsgeschichtlich als Vorstufen der Kieferklauen (Cheliceren) der Kieferklauenträger diskutiert. Basierend auf der Anatomie der Great Appendages gilt Haikoucaris ercaiensis näher mit heutigen Kieferklauenträgern verwandt als die sogenannten Megacheira Yohoia, Jianfengia, Alalcomenaeus und Leanchoilia.